# 一个勺子
《一个勺子》（英語：A Fool）是一部2014年中国剧情片，为演员陈建斌自编自導自演的导演处女作，改编自河北作家胡学文的短篇小说《奔跑的月光》。其他主演包括蒋勤勤、王学兵和金世佳。勺子在新疆普通话中即“傻子”之意。陈建斌凭借本片赢得第51届金马奖最佳男主角和最佳新导演两座奖。中国原定2015年5月1日上映，但有份参演的王学兵于2015年3月被证实涉毒被捕，令影片延期上映[a]。经过一些删减后最终定于11月20日上映。

## 剧情
讲述发生在农村的与疑似拐卖智障人口有关的故事。
拉条子在镇上遇到一个讨饭的傻子，傻子紧跟着拉条子回了他家，后来拉条子就怎么也摆脱不了傻子对他的纠缠。拉条子的儿子因犯罪而入狱六年，为了能让儿子获得减刑早日出狱，他求大头哥帮忙并凑了五万元钱作为儿子减刑的活动经费。之后无奈拉条子贴了寻人启事，很快就有人来认领走了傻子，并留下一些现金作感谢。然而紧接着又有傻子的家人陆续出现，威胁说拉条子把傻子卖了，让拉条子再把傻子找回来。拉条子夫妇俩人为此担惊受怕并损失了一些钱财，拉条子一直不明白为何有那么多人来认领傻子，并一直追问着大头哥。最后大头哥为了摆脱拉条子的纠缠，将五万元归还给了拉条子。可悲的是，做好事的拉条子发现自己竟然成了别人心中的傻子。

## 角色
| 演員   | 角色                   |
| 陈建斌 | 拉条子，老实本分的农民 |
| 蒋勤勤 | 金枝子，拉条子的老婆   |
| 王学兵 | 李大头/大头哥          |
| 金世佳 | 勺子                   |

## 创作
2014年1月在甘肃景泰县开机拍摄。

## 相关
2015年3月，因片中李大头饰演者王学兵涉毒被北京警方抓获，按照广电总局“封杀劣迹艺人”的通知，影片恐难如期上映。片方3月13日发布得“归来”版海报中也抹去了王学兵的图像。

## 评价
媒体人红鱼：“《一个勺子》虽在造型置景表演等诸多方面努力贴近现实主义路线，却终究还是显得有些失之夸张，毕竟，寓言化不等于奇观化。但仍要明显胜过通篇皆由符号堆砌而成的《山河故人》这种行为艺术，陈建斌初执导筒交出的这张答卷，虽谈不上满分，但已足够让人对他的下一部作品产生期待。”

## 票房
中國大陸首周3天收1350萬人民幣列第八位，最终累计1840万。

## 奖项
| 頒獎典禮               | 獎項           | 名字         | 結果 |
| ---------------------- | -------------- | ------------ | ---- |
| 第51屆金马奖           | 最佳剧情片     | 《一個勺子》 | 提名 |
| 第51屆金马奖           | 最佳男主角     | 陈建斌       | 獲獎 |
| 第51屆金马奖           | 最佳男配角     | 王学兵       | 提名 |
| 第51屆金马奖           | 最佳新导演     | 陈建斌       | 獲獎 |
| 第51屆金马奖           | 最佳改编剧本   | 陈建斌       | 提名 |
| 第30届金鸡奖           | 最佳导演处女作 | 《一个勺子》 | 獲獎 |
| 第30届金鸡奖           | 最佳改編劇本   | 陈建斌       | 提名 |
| 第30届金鸡奖           | 最佳男主角     | 陈建斌       | 提名 |
| 第23届北京大学生电影节 | 评委会奖       | 《一個勺子》 | 獲獎 |

## 註解
^ a.* 2014年9月28日，一份名为《国家新闻出版广播电视总局办公厅关于加强有关广播电视节目、影视剧和网络视听节目制作传播管理的通知》（以下简称《通知》）的文件出台。文件中要求对有吸毒、嫖娼等劣迹的艺人所参与制作的电影、电视节目、网络剧、微电影等，均暂停放映、播出（点播）。